# Hypochrysops epicurus
Hypochrysops epicurus är en fjärilsart som beskrevs av William Henry Miskin 1876. Hypochrysops epicurus ingår i släktet Hypochrysops och familjen juvelvingar. Inga underarter finns listade i Catalogue of Life.